# Mariä Himmelfahrt (Türkenfeld)

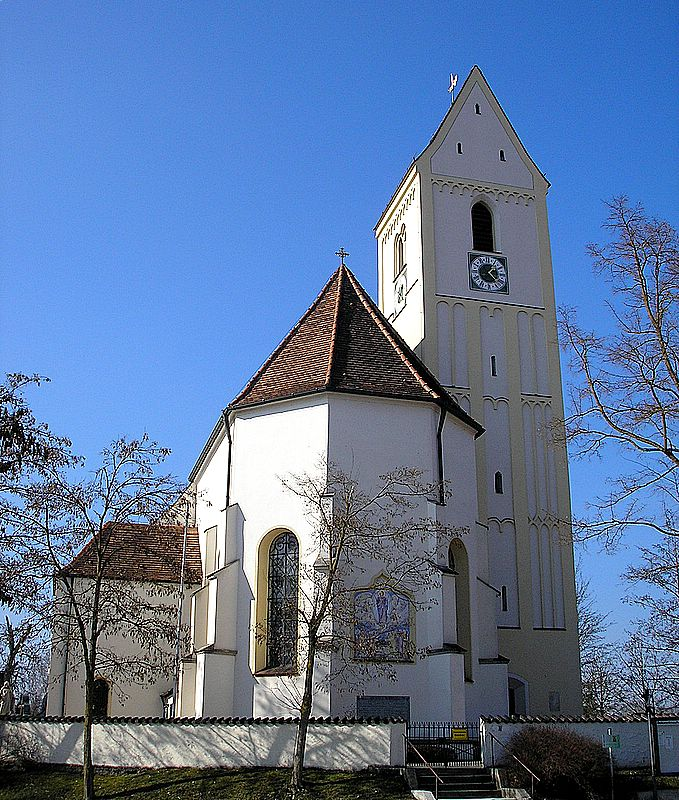
Gesamtansicht von Osten

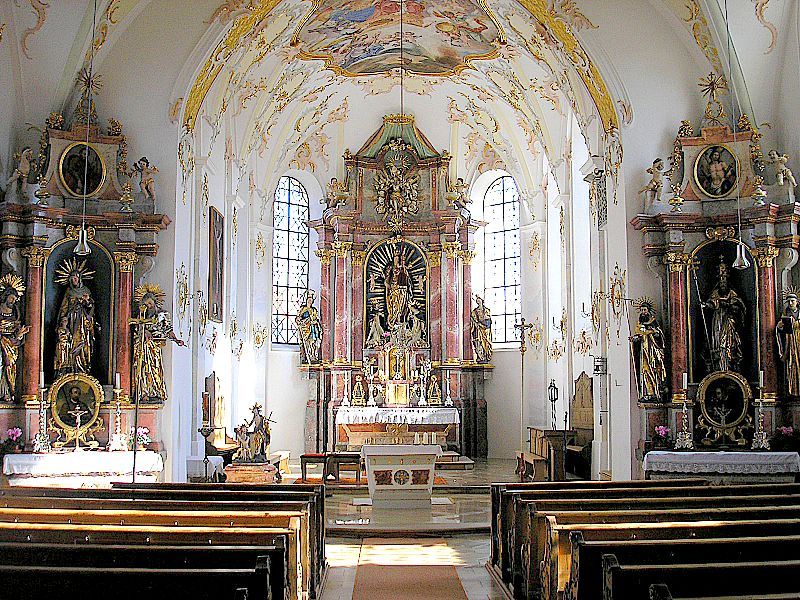
Chor und Seitenaltäre

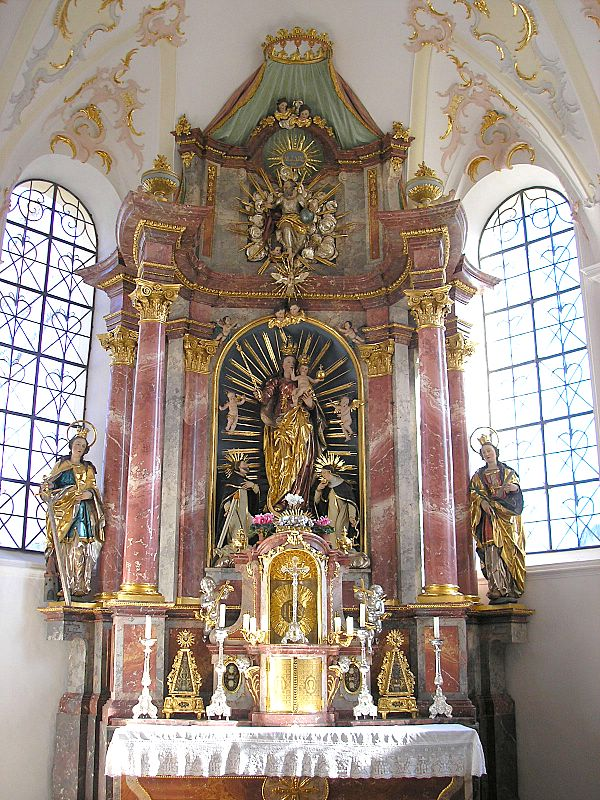
Hochaltar

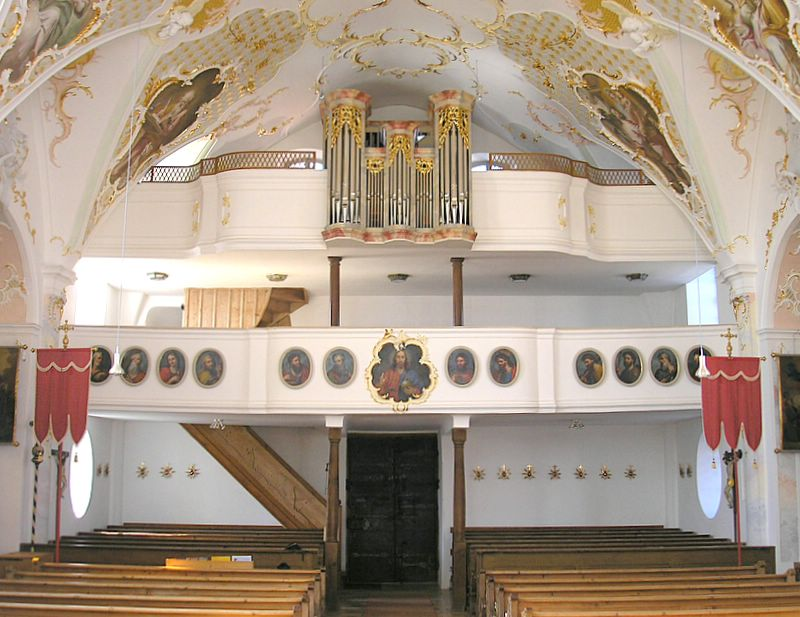
Rückblick nach Westen

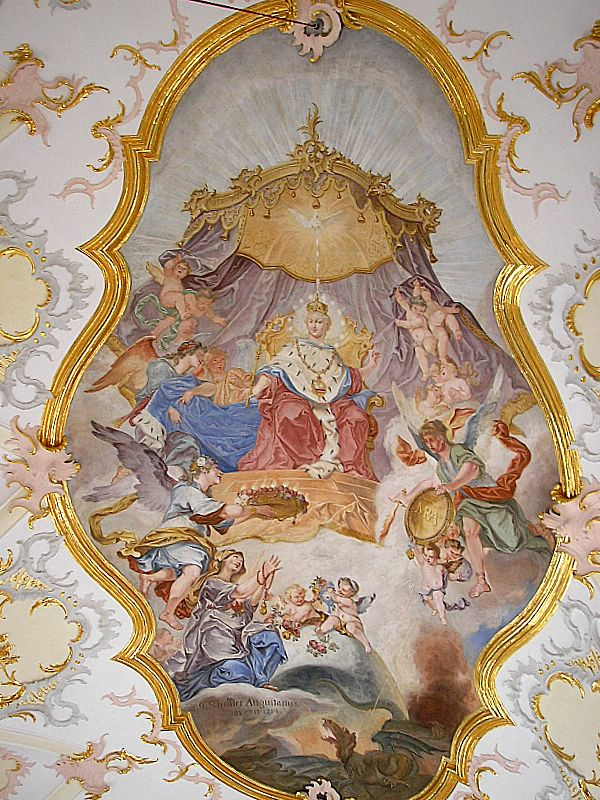
Chorfresko

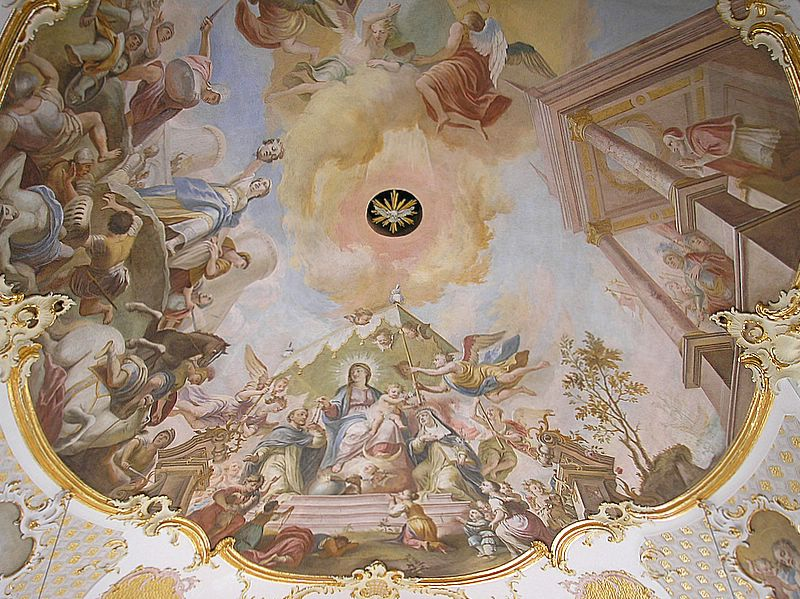
Hauptfresko im Langhaus

Die katholische Pfarrkirche Mariä Himmelfahrt liegt im Ortszentrum von Türkenfeld im Landkreis Fürstenfeldbruck in Oberbayern. Der spätmittelalterliche Sakralbau wurde im 17. und 18. Jahrhundert barockisiert und zu Beginn des 19. Jahrhunderts frühklassizistisch ausgestattet.

## Geschichte
Die heutige Pfarrkirche wurde ab 1489 in spätgotischen Formen begonnen. Um 1670 empfand man die alte Kirche als nicht mehr zeitgemäß und barockisierte das Gotteshaus. Auch dieser Umbau wurde zwischen 1756 und 1766 im Sinne des Rokoko grundlegend verändert. Später kamen noch die beiden Seitenkapellen hinzu. Die erhaltenen Altäre entstanden von 1805 bis 1812.
1888/89 wurde die Pfarrkirche nach Westen verlängert, nachdem bereits 1843 und 1867 Renovierungsmaßnahmen stattfanden. Weitere Renovierungen und Instandsetzungsarbeiten wurden 1909, 1953, 1957, 1975 (Außensanierung) und 1983 durchgeführt. 2002–2004 konnte schließlich der Innenraum grundlegend saniert werden. Maßgeblichen Anteil hieran hatte Pfarrer Georg Kapfer, der von 1990 bis 2006 als Seelsorger in Türkenfeld und Zankenhausen wirkte.

## Architektur

### Außenbau
Die schlichte Landkirche wird vom ummauerten Friedhof umgeben. Auf den spätgotischen Ursprung des Gotteshauses verweisen die gestuften Strebepfeiler am Chor und der Südseite des Langhauses, zwischen denen einfache Rundbogenfenster das Innere belichten. Der Chor ist eingezogen, also schmäler als das Langhaus. Beide Bauteile werden von einem gemeinsamen Ziegeldach überdeckt.
Der fünfgeschossige Satteldachturm steht im nördlichen Chorwinkel und wird von einer grazilen spätgotischen Dekoration aus Stabwerk und Bogenfriesen zwischen Lisenen gegliedert.
Im südlichen Chorwinkel ist die Sakristei angebaut. Im Westen des Langhauses springen die beiden Seitenkapellen aus der Mauerflucht.

### Innenraum
Das Langhaus ist als vierjochiger Saal angelegt, der Langchor umfasst drei Joche und schließt in fünf Seiten des Achtecks. Die Stichkappentonnen der Gewölbe ruhen auf marmorierten Pilastern. Der westliche Anbau wird von einer Doppelempore ausgefüllt, von der oberen Empore ragt die Orgel ins Kirchenschiff.
Der feine Wessobrunner Rocaillestuck wird Franz Xaver Schmuzer zugeschrieben (um 1754 bzw. 1765) und besteht aus Blumengirlanden, Blattwedeln und Puttenköpfen. Die Stuckdekoration entstand wohl jeweils kurz vor den Fresken. Das Chorfresko von Christoph Thomas Scheffler mit Maria als Himmelskönigin ist mit „C(hristoph) T(homas) Scheffler augustanus invenit 1754“ bezeichnet. Das große Hauptbild im Langhaus zeigt die Gottesmutter als Rosenkranzkönigin.
Eine weitere Bildepisode schildert die Vision Papst Pius V. vom Seesieg bei Lepanto. Gegenüber hält Judith das Haupt des Holofernes in die Höhe. In den Kartuschen sind die vier Evangelisten und zwei Frauenfiguren (vielleicht Synagoge und Ecclesia) dargestellt. Die Fresken schuf der als „Lechhansl“ bekannte Johann Baptist Baader aus Lechmühlen im Jahr 1766. Die Darstellung des Evangelisten Lukas wird als eines der zahlreichen Selbstporträts gedeutet, die der Maler in seinen Werken hinterlassen hat. Die Deckenbilder der Kirche wurden allerdings bei der Restaurierung von 1889 farblich verändert und angeglichen.

## Ausstattung
Die Ausstattung und das Bildprogramm der Kirche stehen in Beziehung zur 1718 begründeten Rosenkranzbruderschaft in Türkenfeld. Fresken und Bildwerke sind deshalb fast durchgängig dem Thema des Rosenkranzes gewidmet.

### Altäre
Der Hochaltar aus Stuckmarmor kam 1805 in die Kirche. Johann Michael Sporer verband hier spätbarocke und klassizistische Stilformen. Die Grundidee des viersäuligen Aufbaues steht noch in der alten Tradition, die Einzelformen sind bereits klassizistisch nüchtern. Die Skulpturen sind etwa 100 Jahre älter. Im Zentrum steht die Muttergottes, die auf ihr Vorbild auf der Münchner Mariensäule verweist, mit den heiligen Dominikus und Katharina von Siena zu ihren Füßen. Außen stehen die heiligen Anna und Katharina von Alexandrien.
Der gleiche Meister lieferte 1812 auch die beiden Seitenaltäre, deren Gestaltung sich an den Hochaltar anlehnt. Je ein Säulenpaar flankiert die Mittelnische. Im nördlichen Seitenaltar wurde (wohl 1889) eine Figurengruppe des Münchner Bildhauers Wilhelm Nießen aufgestellt. Das Bildwerk zeigt die heilige Anna, die ihrer Tochter Maria das Beten lehrt. Die Gruppe wird von den heiligen Joseph und Joachim begleitet. In der Nische des Südaltares steht Papst Sylvester, außen erkennt man Antonius Eremita und Antonius von Padua.
Der Altar der nördlichen Marienkapelle ist eine Rokokoanlage aus der Zeit um 1766. Die Skulptur der sitzenden Maria mit Krone und Zepter von Lorenz Luidl aus Landsberg am Lech wird von zwei großen Engeln flankiert, die Franz Xaver Schmädl oder seiner Werkstatt zugeschrieben werden.
Die neubarock gestaltete Südkapelle beherbergt eine spätgotische Kreuzigungsgruppe aus der Zeit um 1500. Maria und Johannes stehen unter dem Kreuz. Die zerschlagenen Glieder der beiden Schächer sind hinter die Querbalken ihrer Kreuze gebunden.

### Kanzel
Die Kanzel von 1766 ist weiß gestrichen. Am Korb spielen Putten, die Rokokoornamente sind vergoldet. Der Schalldeckel imitiert einen Stoffbaldachin mit Quasten. Gegenüber hängt ein Kruzifix des 18. Jahrhunderts mit einer trauernden Frauenfigur (Maria oder Maria Magdalena).
Das klassizistische Chorgestühl entstand Anfang des 19. Jahrhunderts zusammen mit den Altären.

### Sonstige Ausstattung
Eine Prozessionsfahne von 1796 vor der Marienkapelle zeigt die Bewohner des Einödhofes Burgholz kniend vor der Muttergottes. Das kostüm- und trachtenkundlich interessante Werk entstand als Dankesgabe für die Verschonung des Hofes während der Napoleonischen Kriege. Rechts reiten feindliche Soldaten aus der Szene, sie hatten den Hof im dichten Nebel übersehen.
Auf einer zweiten, gleichzeitigen Fahne vor der Kreuzkapelle erkennt man den heiligen Sylvester als Viehpatron mit einem geöffneten Buch und einem Stier zu seinen Füßen. Beide Fahnen sind in Öl auf Leinwand gemalt, auf den Rückseiten wurden längere Inschriften ausgeführt.
In die Brüstung der unteren Westempore sind Ovalmedaillons mit Darstellungen der Zwölf Apostel eingelassen. Das größere Mittelbild zeigt den segnenden Christus als Salvator Mundi (Erlöser der Welt). Das Dehio-Handbuch weist auch diese Bilder dem „Lechhansl“ (Johann Baptist Baader) zu.

## Orgel
1989/90 wurde die neue Orgel mit ihren 17 Registern durch die Firma Orgelbau Schmid aus Kaufbeuren in den fünfteiligen Prospekt an der Brüstung der oberen Empore eingefügt. Dahinter steht versteckt ein weiterer, zweiteiliger Prospekt mit mittlerem Schwellergehäuse.